# Castell-Montbui
Castell-Montbui o el Castell de Montbui és una urbanització al terme municipal de Bigues i Riells del Fai, al Vallès Oriental. Pren el nom del Castell de Montbui, i és a la part occidental del terme municipal. El seu territori s'estén sobretot en el vessant septentrional del turó del Castell de Montbui i del Puig Alt de Viver, però els carrers de la urbanització fan quasi la volta completa a aquests turons, sobretot al segon. Es troba al sud-est dels Saulons d'en Deu, al nord de la urbanització de Can Regassol i a ponent de la de Can Carreres. És al sud del Xaragall de Can Duran i a ponent del torrent de la Font de la Fusta. És una urbanització d'extensió i població mitjanes, ja que el 2018 tenia 710 habitants, que representa el 7,9% del cens municipal.